# Lustrochernes ovatus
Lustrochernes ovatus es una especie de pseudoescorpión del género Lustrochernes.